# GKS Bełchatów
"GKS Bełchatów" är en polsk fotbollsklubb. Klubben grundades 1977 och började samma år att spela i den polska fjärdedivisionen, det skulle ta fyra år innan laget flyttade upp en division. Det skulle ta 24 år innan klubben år 1992 nådde den högsta divisionen i Polen. Klubben föll ur första divisionen kort därefter och kom upp igen först år 2005. Sedan dess har laget spelat stabilt och ofta hållit sig på den övre halvan av tabellen. Laget smeknamn är "GieKSa".
Lagets största framgångar har varit de två polska cupfinaler som laget varit med om att spela i, båda förlorades dock av GKS, samt andraplatsen man erövrade under säsongen 06/07. Laget kom två poäng bakom Zagłebie Lubin, vilket var mycket överraskande, både Lubins första placering och Bełchatows andra plats.

## Kända spelare
- Maciej Bykowski
- Radosław Matusiak
- Zbigniew Zakrzewski